# Krzysztof Machowski
Krzysztof Machowski (ur. 7 lutego 1946 w Jeleniej Górze) – polski aktor.

## Życiorys
Syn aktora Ignacego Machowskiego. W 1968 roku ukończył Państwową Wyższą Szkołę Teatralną w Warszawie i rozpoczął pracę na scenach warszawskich teatrów, m.in. Powszechnego, Popularnego, Polskiego.
W stanie wojennym opuścił kraj, by zamieszkać w Monachium, gdzie związał się z Radiem Wolna Europa. Gdy po obaleniu komunizmu radio kończyło swoją działalność, to głos Machowskiego jako ostatni zabrzmiał w eterze - czytający ostatni dziennik Wolnej Europy i oznajmujący koniec programu. Po zamknięciu rozgłośni do dziś pracuje przede wszystkim jako fotografik i dziennikarz, choć również realizuje dla niemieckiej Polonii spektakle poetyckie według własnych scenariuszy.
Od 2006 roku pracuje także w kraju (nagrania dla TVP i telewizji Polsat).

## Wybrana filmografia
- 2014: M jak miłość jako doktor Wróblewski (odc. 1109, 1111)
- 2013: Barwy szczęścia jako profesor Sadkowski (odc. 882, 884, 893)
- 2013: Prawo Agaty jako mecenas Szymoński (odc. 40–41)
- 1971: Za ścianą jako Krzysztof, asystent docenta
- 1970: Kolumbowie jako „Czarny Olo” (odc. 2–5)